# Paweł Żyra
Paweł Żyra (ur. 7 kwietnia 1998 w Wałbrzychu) – polski piłkarz grający na pozycji pomocnika.